# José Waddington
José Guillermo Waddington Urrutia (n. Valparaíso; 1821 - f. Limache; 1882) Empresario y político chileno.
Hijo del comerciante británico Josué Waddington y de Rosario Urrutia. Estudió primero en Valparaíso y luego completó su educación en Londres, donde se graduó de ingeniero industrial. Al regresar a Chile se destacó por sus conocimientos en finanzas, por sus explotaciones en el mineral de Chañarcillo y sus esfuerzos por industrializar la isla Juan Fernández.
El 7 de mayo de 1852 fue nombrado ministro de hacienda del presidente Manuel Montt. Durante sus años en el ministerio reformó la ley de patentes y papel sellado, inició la conversión del diezmo en un impuesto directo sobre la propiedad. 
Fue elegido diputado por Valparaíso. Muere súbitamente en Limache en 1882.
| Predecesor: Jerónimo Urmeneta | Ministro de Hacienda 1852-1854 | Sucesor: José María Berganza |